# Racing Power FC (női csapat)
A Racing Power FC női labdarúgó szakosztályát 2020-ban hozták létre. A portugál első osztályban szerepel.

## Klubtörténet
Az Racing Power Stars Lda. a 2020–21-es szezonban indította el a harmadik vonalban női labdarúgó csapatát. A kuparendszerben lebonyolított kiírásban újoncként szerezték meg a bajnoki címet, egy évvel később pedig a másodosztály déli csoportjában végeztek a dobogó legfelsőbb fokán. A bajnoki kvalifikációban azonban nem sikerült a feljutást elérniük. A 2022–23-as évadban domináltak és a régió bajnoki címe után a rájátszást is megnyerve jutottak fel az élvonalba.

## Eredmények
- Másodosztályú bajnok (1): 2021–22, 2022–23
- Harmadosztályú bajnok (1): 2020–21

## Játékoskeret
2023. május 20-tól
| #  |     | Poszt | Név             |
| -- | --- | ----- | --------------- |
| 46 | CMR | K     | Michaely Bihina |
| 99 | POR | K     | Nair Pina       |
| 2  | BRA | V     | Mayara          |
| 3  | URU | V     | Daiana Farías   |
| 6  | BRA | V     | Rafaela Rufino  |
| 14 | POR | V     | Diva Meira      |
| 19 | POR | V     | Rita Barreto    |
| 30 | POR | V     | Juliana Santos  |
| 32 | POR | V     | Raquel Almeida  |
| 33 | BRA | V     | Amanda Pereira  |
|    | POR | V     | Sara Pinto      |
|    | POR | V     | Marta Quintas   |
| 4  | POR | KP    | Maria João      |
| 7  | BRA | KP    | Gabi Tavares    |

| #  |     | Poszt | Név               |
| -- | --- | ----- | ----------------- |
| 8  | POR | KP    | Annie Habeeb      |
| 15 | POR | KP    | Catarina Delfino  |
| 16 | PAR | KP    | Dulce Quintana    |
| 28 | ROM | KP    | Madalina Tatar    |
|    | POR | KP    | Maria Pinto       |
| 9  | BRA | CS    | Janaina Weimer    |
| 15 | POR | CS    | Rita Simão        |
| 20 | POR | CS    | Solange Carvalhas |
| 22 | POR | CS    | Lara Perruca      |
| 23 | URU | CS    | Keisy Silveira    |
| 26 | POR | CS    | Matilde Fortes    |
| 27 | CPV | CS    | Evy Pereira       |
| 29 | CMR | CS    | Doly Wabeua       |

## Korábbi híres játékosok
| - Liliana Almeida - Inês Macedo - Jassie Vasconcelos |